# Gerard van den Anker
G.P. (Gerard) van den Anker (Hedel, 18 maart 1972) is een Nederlands perenteler, bestuurder en voormalig CDA-politicus.

## Loopbaan
Hij werd geboren in 1972 in het Gelderse dorp Hedel als de zoon van Cor van den Anker, die wethouder van die plaats was. Van den Anker volgde een opleiding tot fruitteler bij de middelbare agrarische school in Tiel en heeft samen met zijn vader en oom een fruitteeltbedrijf in Hedel, waar voornamelijk peren van het ras Conference worden geteeld. Tijdens zijn latere politieke carrière bleef hij werkzaam bij dat bedrijf. Van den Anker werkte tot het fulltime wethouderschap in 2005 bij een marketing- en detacheringsbureau.
Van den Anker werd in 2008 naast zijn positie als wethouder voorzitter van de woningbouwvereniging De Goede Woning - Neerijnen. In 2016 stopte hij als voorzitter bij De Goede Woning - Neerijnen. In juni 2018 werd hij voorzitter van de Nederlandse Fruittelers Organisatie (NFO). Vanwege Van den Ankers benoeming tot Tweede Kamerlid stapte hij tijdelijk terug als voorzitter van de NFO, maar hij bleef lid van het waterschapsbestuur. Van den Anker werd per februari 2022 directeur van de Coöperatieve Tuinbouwveiling Zaltbommel en omstreken en verliet gelijktijdig de NFO. Daar werkte hij aan het digitaliseren van de veilingklok.

### Lokale politiek
Van den Anker werd in 1998 gekozen als lid van de gemeenteraad van Maasdriel, een nieuwe gemeente ontstaan door een fusie. Hij was de veertiende kandidaat op de lijst van het CDA en werd verkozen door zijn ruim 300 voorkeurstemmen. Zijn termijn begon op 4 januari 1999 en in de raad was hij lid van de commissie voor sociale zaken, onderwijs en recreatie. Na de verkiezingen in 2002 verliet Van den Anker de gemeenteraad om parttime wethouder van sociale zaken te worden. Toen medewethouder Kees Leenders in juli 2005 vertrok, werd van den Anker fulltime wethouder en locoburgemeester en werd ruimtelijke ordening en volkshuisvesting aan zijn portefeuille toegevoegd. Na de verkiezingen in 2006 bleef hij wethouder en locoburgemeester. Hij was toen de lijsttrekker van het CDA.
Daarnaast opperde hij in zijn gemeente tevergeefs voor een verbreding van Rijksweg 2 naar vier banen in beide richtingen ondanks steun van de gemeenteraad. Ook was Van den Akker betrokken bij plannen om het dorpscentrum van Kerkdriel te herontwikkelingen. Na de gemeenteraadsverkiezingen 2010 kwam het CDA niet bij het nieuwe college, waardoor Van den Akker, wederom lijsttrekker, op 11 maart terugkeerde in de raad. Ook stond hij als vijftiende op de kandidatenlijst tijdens de Gelderse Provinciale Statenverkiezingen 2011, maar hij ontving geen zetel.
Na zijn herverkiezing in 2014 werd Van den Anker wederom wethouder en locoburgemeester in Maasdriel met ruimtelijke ordening in zijn portefeuille. In 2017 kondigde hij aan niet met de gemeenteraadsverkiezingen in het volgende jaar mee te zullen doen. Toen hij vertrok als wethouder in mei 2018, ontving hij de eerste Maasdrielse erepenning voor zijn jaren in de lokale politiek. Van den Anker stond tweede op de lijst van het CDA bij de waterschapsverkiezingen 2019 in Rivierenland. Van den Anker werd vervolgens lid van het algemeen bestuur. Hij zou daar later ook fractievoorzitter van het CDA zijn en hij nam niet deel aan de waterschapsverkiezingen 2023.

### Tweede Kamer (2021)
Hij was kandidaat bij de Tweede Kamerverkiezingen 2017, maar werd niet verkozen. Als 25e op de lijst ontving hij 2.815 voorkeurstemmen. Op 12 januari 2021 werd Van den Anker beëdigd als lid van de Tweede Kamer, in verband met het vertrek van Michel Rog. De nummer 24 van de lijst, Stijn Steenbakkers, had de positie geweigerd. In de Tweede Kamer was hij lid van de commissie voor Landbouw, Natuur en Voedselkwaliteit. Op 30 maart 2021 nam hij afscheid van de Tweede Kamer.

## Privéleven
Van den Anker heeft een vriendin en een zoon.
- Parlement.com: vk99gbdqznoy